# Cantón de Mer
El cantón de Mer era una división administrativa francesa, que estaba situada en el departamento de Loir y Cher y la región de Centro-Valle de Loira.

## Composición
El cantón estaba formado por once comunas:
- Avaray
- Courbouzon
- Cour-sur-Loire
- La Chapelle-Saint-Martin-en-Plaine
- Lestiou
- Maves
- Menars
- Mer
- Mulsans
- Suèvres
- Villexanton

## Supresión del cantón de Mer
En aplicación del Decreto n.º 2014-213 de 21 de febrero de 2014, el cantón de Mer fue suprimido el 22 de marzo de 2015 y sus 11 comunas pasaron a formar parte; diez del nuevo cantón de La Beauce y una del nuevo cantón de Blois-2.